# Зельоново (Вармінсько-Мазурське воєводство)
Зельоново (пол. Zielonowo, нім. Grünau) — село в Польщі, у гміні Ставіґуда Ольштинського повіту Вармінсько-Мазурського воєводства.